# Beaumont-du-Périgord
Beaumont-du-Périgord is een plaats en voormalige gemeente in het Franse departement Dordogne in de regio Nouvelle-Aquitaine en telt 1150 inwoners (1999).

## Geschiedenis
Tot 22 maart 2015 was Beaumont-du-Périgord de hoofdplaats van het gelijknamige kanton. Op deze dag het werd het kanton opgeheven en werden alle gemeenten ervan opgenomen in het kanton Lalinde. Op 1 januari 2016 fuseerde Beaumont-du-Périgord met drie daarvan: Labouquerie, Nojals-et-Clotte en Sainte-Sabine-Born, tot de commune nouvelle Beaumontois en Périgord, waarvan Beaumont-du-Périgord de hoofdplaats werd.

## Geografie
De oppervlakte bedraagt 24,18 km², de bevolkingsdichtheid is 48 inwoners per km².
De onderstaande kaart toont de ligging van Beaumont-du-Périgord met de belangrijkste infrastructuur en aangrenzende gemeenten.

## Demografie
Onderstaande figuur toont het verloop van het inwonertal.
Beaumont-du-Périgord · Labouquerie · Nojals-et-Clotte · Sainte-Sabine-Born